# Charles François Duhoux
Charles François Duhoux   (Nancy, 13 d'agost de 1736 - París, maig 1799) fou un general de la Revolució Francesa.

## Llista de serveis
Fill d'un tinent dels guàrdies del duc de Lorena, va entrar en servei l'1 de febrer de 1746 com a tinent en les milícies de Lorena, va ser segon tinent al regiment Barrois a 18 de març de 1747. Va participar en les campanyes de Flandes el 1746 i el 1747. Fou reformat el 1748.
El 21 de novembre de 1749, és cadet del rei de Polònia, i hi entra 21 de novembre de 1752 al regiment de voluntaris reials. Va ser nomenat tinent 1 de desembre de 1756, i assistent major al regiment de voluntaris de Dauphiné [[st 1 de gener de 1.760. Tenint el rang de capità 7 de març de 1761, fou nomenat cavaller de Sant-Louis el 14 d'octubre de 1761. Va fer la campanya a Hannover des del 1757 fins al 1762, i va ser nomenat capità el 23 de març de 1763, es va retirar el 1768.
El 1769, va fer una campanya a Còrsega. El 13 de juliol de 1771, era un tinent-coronel unit a la legió de Lorena, i després al cos de dragons, 9 de desembre de 1776. Va ser ascendit a general de brigada el l'1 de març de 1791. I general de la divisió el 7 de setembre de 1792, al servei de l'exèrcit del nord, comandant de Lille durant el setge d'aquesta ciutat de 29 de setembre a 8 d'octubre de 1792.
El [10 d'octubre]] de 1792, és suspès del càrrec. Adquirit el 15 de març de 1793, va ser rehabilitat el 18 del mateix mes. Empleat a l'exèrcit d'Occident, on va resultar greument ferit l'11 d'abril de 1793 en la batalla de Chemillé. Duhoux tornà a resultar ferit el 9 de juny de 1793, li van disparar una bala que li travessà el cos en combat a Saumur. El 20 de setembre de 1793 fou derrotat en la batalla de Pont-Barré pel seu nebot Pierre Duhoux d'Hauterive. Dimiteix el 30 de setembre de 1793.
Va ser arrestat a Nancy per ordre del Comitè de Seguretat Pública el 28 de brumaire de l'any II (18 de novembre de 1793), portat a París i empresonat a l'Abadia. Restà autoritzat a retirar-se el 23 de Nivôse any III (12 de gener de 1795), va ser pensionista partir del 16 any germinal III (5 d'abril de 1795).
Fou un dels caps de les seccions reialistes en la insurrecció del 13 Vendémiaire any IV (5 d'octubre de 1795).